# Fanciulla con fiori
La  Fanciulla con fiori, Ragazza con fiori  o La Fioraia (in spagnolo Muchacha con flores) è un dipinto del pittore spagnolo Bartolomé Esteban Murillo realizzato circa nel 1665-1670 e conservato nella Dulwich Picture Gallery di Londra nel Regno Unito.

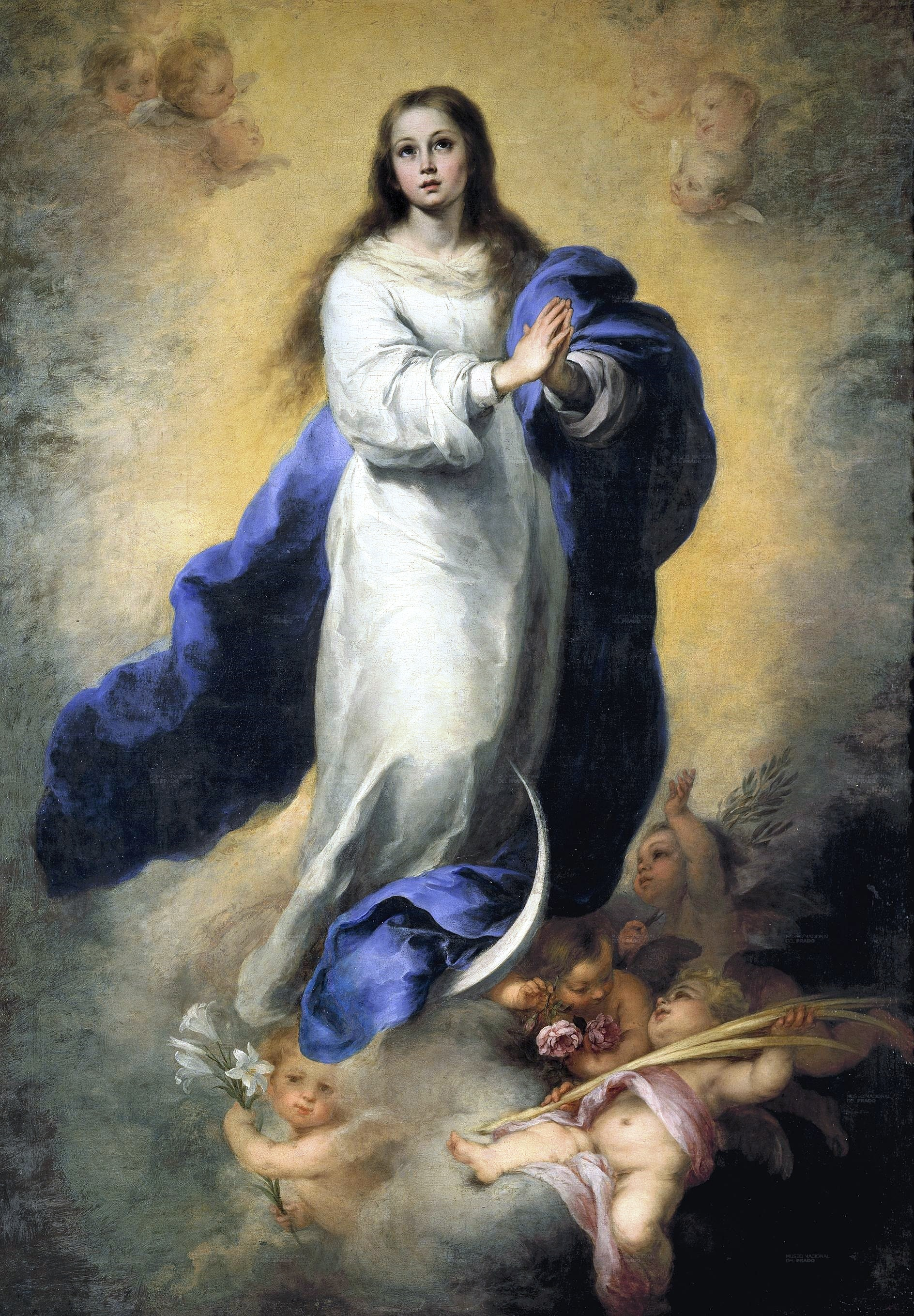
LImmacolata Concezione dell'Escorial, una parte della quale si trova sotto il primo strato dell'immagine Fanciulla con fiori

## Storia
Dal XVIII secolo si discute della persona raffigurata nel dipinto l'Immacolata Concezione dell'Escorial, parte del quale si trova sotto il primo strato del dipinto Fanciulla con i fiori. A lei vengono attribuite le immagini di un venditore di fiori primaverili, di una zingara o di una cortigiana . Come risultato dell'esame a raggi X dell'immagine, è stato scoperto che c'è un'altra immagine sotto il primo strato. Se ruotiamo il dipinto di 90 gradi, il secondo strato mostra la metà inferiore della Vergine Maria, che è simile a un altro dipinto dello stesso artista Immacolata Concezione dell'Escorial (conservato al Museo del Prado, Madrid). I ricercatori ritengono che Murillo abbia riscritto le tele: così, dai disegni superstiti si sa che l'artista scrisse diverse versioni di questa composizione a partire dal 1664. L'illuminazione diffusa, ben visibile sulle maniche tagliate dell'abito della fanciulla, è caratteristica dell'apice della carriera di Murillo, cioè intorno al 1665-1670.
Nel 1671, l'unica figlia di Murillo, Francisca Maria (1655-1710), nata sorda, si recò in un monastero domenicano, ricevendo il nome di suor Francis Maria de Santa Rosa. Sulla base della coincidenza delle date, si è ipotizzato che questo dipinto fosse un ritratto della figlia dell'artista sotto forma di una fioraia. In questo caso, le rose dovrebbero simboleggiare il suo nuovo nome. Forse il lavoro combinava eventi religiosi e familiari nella vita di Murillo. 
Nel XVIII secolo il dipinto fu acquistato da Francis Bourgeois (1753-1811), artista britannico, venditore di antiquariato e gallerista) del re polacco Stanislao II Augusto di Polonia (1732-1798) che voleva creare un museo a Varsavia dopo al Museo statale Ermitage a San Pietroburgo. Il progetto non era destinato ad avverarsi, poiché nel 1795 Stanislav II abdicò al trono. Secondo il testamento, dopo la morte di Bourgeois nel 1811, la Fanciulla con fiori fu trasferita alla Dulwich Picture Gallery, insieme al resto della mostra.

## Descrizione
La tecnica usata da Murillo in quest'opera è molto leggera, quasi impressionista. A causa dell'uso dei colori, invece, è stato detto che questo è uno dei dipinti più belli di Murillo. 
Nel dipinto vediamo una fanciulla mezza sorridente. È seduta su un basamento di un edificio laterale, la sua posizione è fronte al pubblico con uno sfondo paesaggistico. Il vestito ha un'aria orientale. Indossa un lungo scialle intorno al collo e ha dei fiori avvolti intorno ad esso dei petali sono nel basamento in cui siede. I fiori sono bianchi e rosa, simbolo di purezza.